# Peter Hammerer
Peter Hammerer ist ein deutscher Urologe, der seit 2003 als Chefarzt die Urologie und Uroonkologie des Städtischen Klinikums Braunschweig leitet.
Er ist Experte auf dem Gebiet der Diagnostik und Behandlung urologischer & urookonkologischer Krebserkrankungen sowie der Fachweiterbildung für medikamentöse Tumortherapie und Andrologie und der Weiterbildung Spezielle Urologische Chirurgie.
Er ist Mitglied des Vorstandes der Arbeitsgemeinschaft der Urologischen Onkologie (AUO), der Societe International Urology (SIU) und der Europäischen Urologischen Krebsgesellschaft (ESOU) sowie Mitherausgeber von Fachzeitschriften.
Er ist Prüfer der Landesärztekammer Niedersachsen für Urologie, medikamentöse Tumortherapie und Andrologie.

## Werdegang
Peter Hammerer beendete 1985 sein Studium der Humanmedizin das an der Universität Hamburg. 1985 bis 1987 arbeitete er als wissenschaftlicher Mitarbeiter der Urologischen Klinik und Poliklinik im Universitätsklinikum Hamburg-Eppendorf unter der Leitung von H. Klosterhalfen. 1986 schrieb er seine Dissertation.
Ab 1987 bis 1988 war er Assistenzarzt am Krankenhaus Reinbek St. Adolf Stift in der Chirurgische Klinik unter der Leitung von Eggert. Anschließend war er 1988 bis 1992 als Wissenschaftlicher Mitarbeiter der Urologischen Klinik der FU Berlin bei H. Huland tätig.
Seine Facharztanerkennung durch die Ärztekammer Berlin erfolgte ebenfalls 1992.
Ab 1992 arbeitete Peter Hammerer für eine kurze Zeit wieder als Wissenschaftlicher Mitarbeiter der Urologischen Klinik und Poliklinik am
Universitätsklinikum Hamburg-Eppendorf mit H. Huland zusammen.
1992 bis 1993 erhielt Hammerer Forschungsstipendium / Research Fellowship an der Stanford University, Department of Urology in Stanford, Kalifornien bei T. Stamey. 
1994 bis 2002 war Hammerer Oberarzt und später stellvertretender Direktor der Urologischen Klinik und Poliklinik am Universitätsklinikum Hamburg-Eppendorf.
1997 erhielt er seine Anerkennung der Zusatzbezeichnung Arzt für Spezielle Urologische Chirurgie und habilitierte sich zum Thema Zur Diagnostik des klinisch lokalisierten Prostatakarzinoms.
Seit 2003 ist er Chefarzt der Klinik für Urologie und Uroonkologie im Städtischen Klinikum Braunschweig. Auch besitzt er die Zusatzweiterbildung Andrologie und die der Medikamentösen Tumortherapie. Darüber hinaus ist Hammerer Visiting Professor an der Mayo Clinic in Rochester und an der Medizinischen Fakultät der Universität Dubai.
Er erhielt 1991 & 1996 den Peter-Bischoff-Preis, 1993: Posterpreis der American Urological Association (AUA), 1993 & 1998: Konjetzni-Preis oder 1999, 2000 & 2002: Posterpreis der European Association of Urology (EAU).
Seit 1996 ist Peter Hammerer Mitglied des Vorstandes der AUO (Arbeitsgemeinschaft Urologische Onkologie). 1997 habilitiert er an der med. Fakultät der Universität Hamburg: „Zur Diagnostik des klinisch lokalisierten Prostatakarzinoms“. Von 1997 bis 2004 war er Section Editor bei der European Urology (EAU), die sich u. a. mit der Ausarbeitung der EAU-Guidelines beschäftigt. Seit ist Peter Hammerer 2001 Mitglied des Vorstandes der European School of Urology (ESU) und seit 2002 Mitglied des Vorstandes der Europäischen Urologischen Krebsgesellschaft (ESOU). 2004 bekam er den Titel des „Außerplanmäßigen Professors“ an der Universität Hamburg verliehen. 2007 war er Tagungspräsident der Europäischen Urologischen Krebsgesellschaft (ESOU) und 2008/2009 Präsident des Nordkongresses der NDU.
Peter Hammerer ist Mitglied der S3 Leitlinien-Kommission Prostatakarzinom. Stellv. Vorsitzender des AK Bildgebende Verfahren der DGU, Mitglied des Vorstandes der AUO (Arbeitsgemeinschaft Urologische Onkologie), Sprecher der Organgruppe Prostata, Mitglied des Vorstandes der European Society of Oncological Urology (ESOU), war Präsident der ESOU 2008 und Mitglied des Vorstandes der European School of Urology (ESU) von 2000–2008, Leiter des Modules Prostata des Europäischen Ausbildungsprogrammes EUREP, Präsident der Vereinigung Norddeutscher Urologen (VNU e.V.), Mitherausgeber Urologischer und Uro-Onkologischer Zeitschriften, wie der Section Editor des European Urology von 1999 bis 2006, Gutachter für mehrere internationale urolog. Fachzeitschriften und National Delegate der Societe International Urology (SIU).